# Copadichromis
Genre
Copadichromis est un genre de poissons de la famille des Cichlidae. Toutes sont endémiques du lac Malawi.

## Aquariophilie
Il est important de se renseigner correctement avant l'acquisition d'un certain nombre des espèces suivantes en aquarium. En effet même si certaines sont dites « faciles » à maintenir en aquarium, d'autres en revanche peuvent faire l'objet d'un déclin en milieu naturel. Il faudra donc prendre soin d'offrir un espace suffisant à vos pensionnaires, et en fonction du nombre d'individus minium conseillé à maintenir.

## Liste des espèces
Selon FishBase (24 janvier 2017):

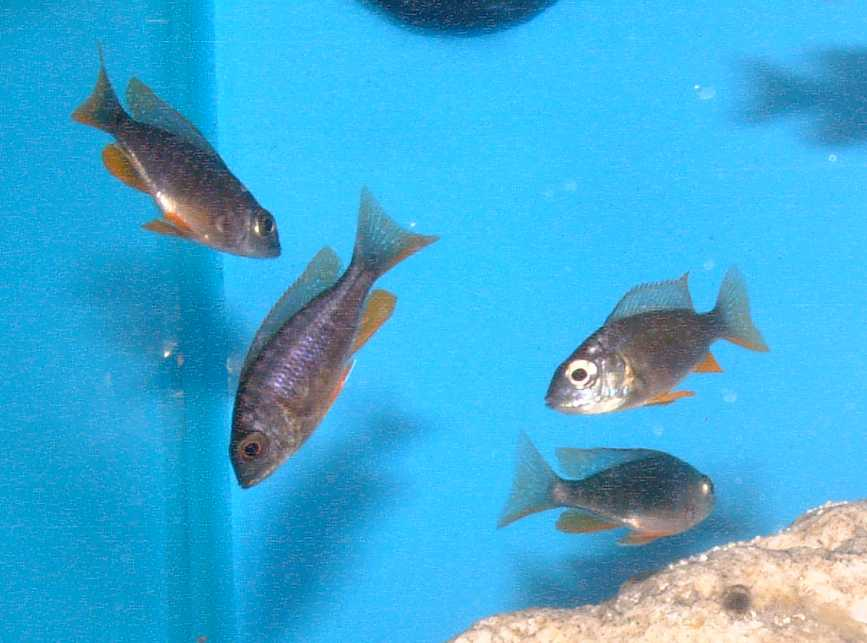
Jeunes Copadichromis borleyi

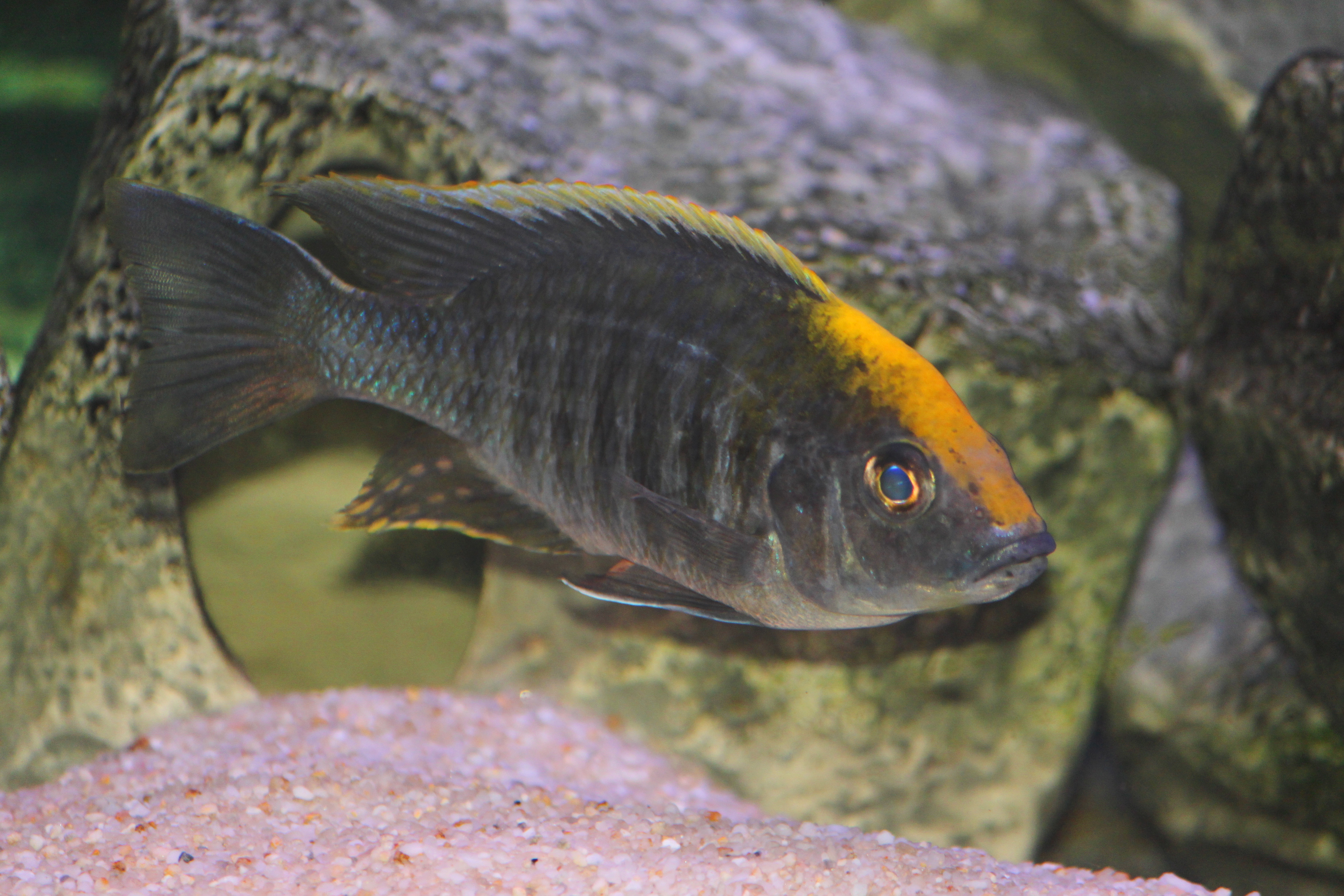
Copadichromis sp. "fire crest",

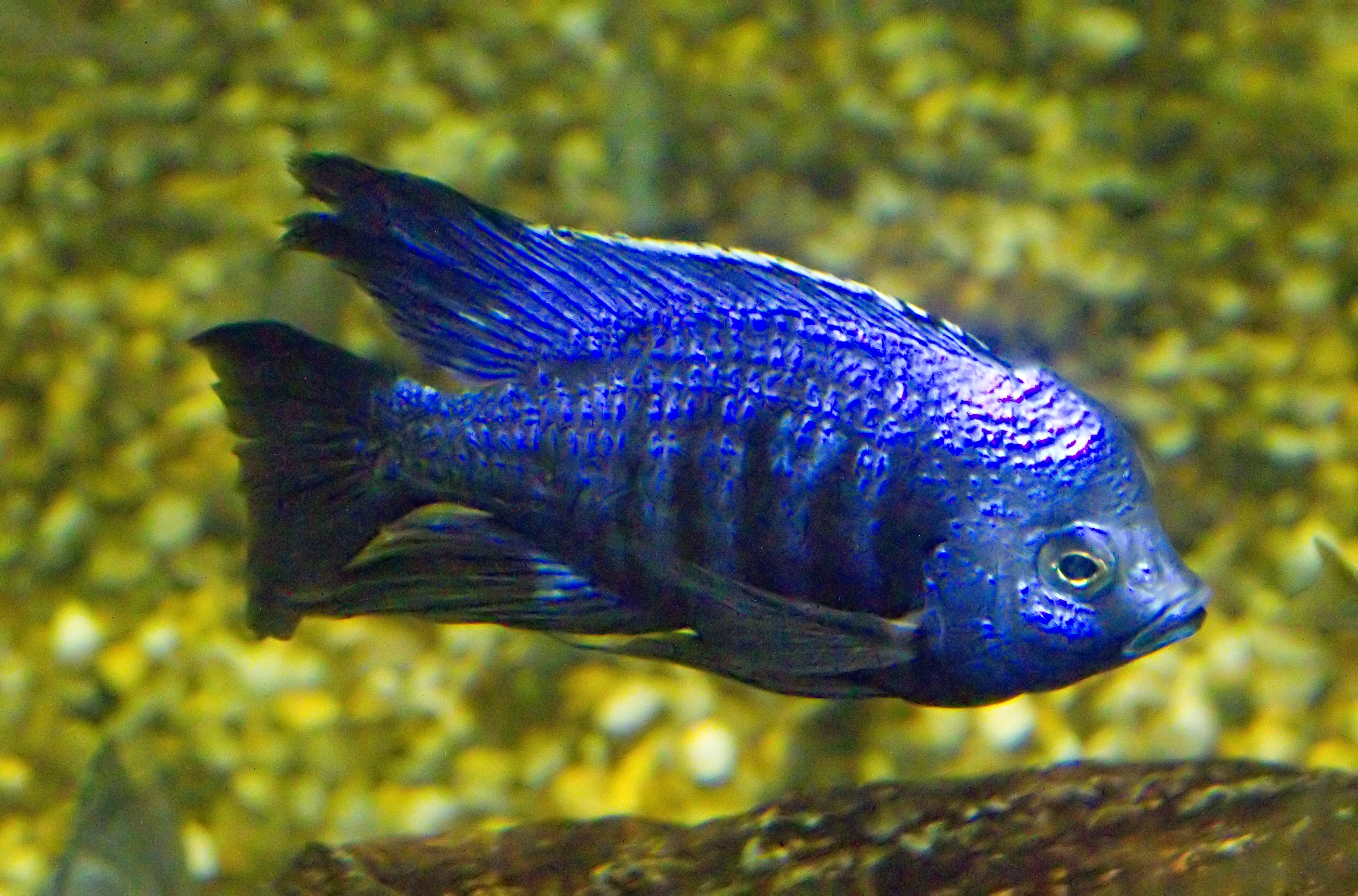
Copadichromis azureus

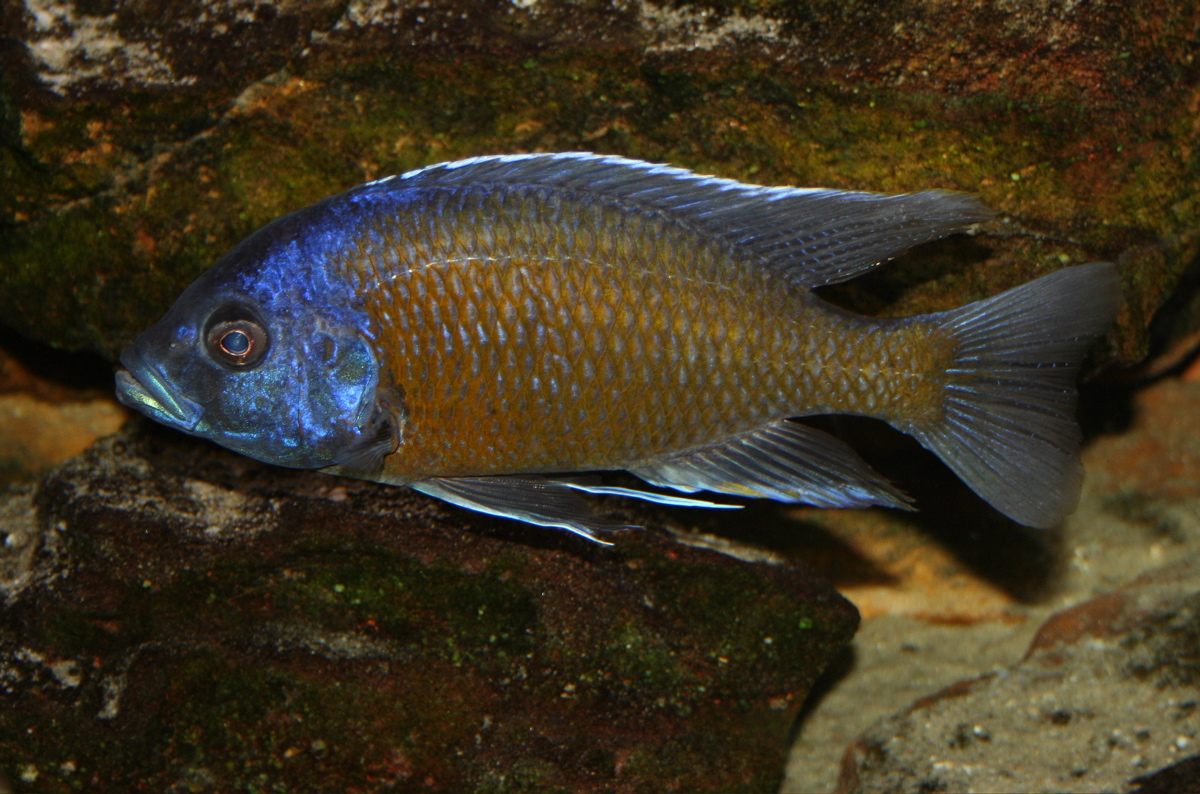
Copadichromis borleyi

- Copadichromis atripinnis Stauffer & Sato, 2002
- Copadichromis azureus Konings, 1990
- Copadichromis borleyi (Iles, 1960)
- Copadichromis chizumuluensis Stauffer & Konings, 2006
- Copadichromis chrysonotus (Boulenger, 1908)
- Copadichromis cyaneus (Trewavas, 1935)
- Copadichromis cyanocephalus Stauffer & Konings, 2006
- Copadichromis diplostigma Stauffer & Konings, 2006
- Copadichromis geertsi Konings, 1999
- Copadichromis ilesi Konings, 1999
- Copadichromis insularis Stauffer & Konings, 2006
- Copadichromis jacksoni (Iles, 1960)
- Copadichromis likomae (Iles, 1960)
- Copadichromis mbenjii Konings, 1990
- Copadichromis melas Stauffer & Konings, 2006
- Copadichromis mloto (Iles, 1960)
- Copadichromis nkatae (Iles, 1960)
- Copadichromis parvus Stauffer & Konings, 2006
- Copadichromis pleurostigma (Trewavas, 1935)
- Copadichromis pleurostigmoides (Iles, 1960)
- Copadichromis quadrimaculatus (Regan, 1922)
- Copadichromis trewavasae Konings, 1999
- Copadichromis trimaculatus (Iles, 1960)
- Copadichromis verduyni Konings, 1990
- Copadichromis virginalis (Iles, 1960)

### Variétés géographiques, espèces non décrites
Un grand nombre des espèces ci-dessus possèdent des variantes géographiques, influençant sur les caractéristiques méristiques et la coloration ; ainsi qu'un certain nombre sont non encore décrite - Liste non exhaustive:
- Copadichromis sp. "azureus jalo" "Jalo Reef"[1],[2]
- Copadichromis sp. "chizumulu blue"[4]
- Copadichromis sp. "fire crest mloto" "Gome"[1],[2]
- Copadichromis sp. "flavimanus lundu" "Lundu"[1],[2],[4]
- Copadichromis sp. "kawanga no spot"[4]
- Copadichromis sp. "kawanga no spot" "Tanzania"[1]
- Copadichromis sp. "kawanga no spot" "Undu Reef"[1],[2],[5]
- Copadichromis sp. "kawanga"[2],[6],[4]
  - Copadichromis sp. "kawanga" "Kirondo"[1],[2]
  - Copadichromis sp. "kawanga" "Lundo"[1],[2]
  - Copadichromis sp. "kawanga" "Makonde"[1]
  - Copadichromis sp. "kawanga" "Nkhata Bay"[1],[2]
- Copadichromis sp. "likoma blue"[4]
- Copadichromis sp. "likomae masinje"[4]
- Copadichromis sp. "makanjila"[4]
- Copadichromis sp. "mbenji blue"[4]
- Copadichromis sp. "maisoni" "Maison Reef"[1],[2],[4]
- Copadichromis sp. "mloto goldcrest"[4]
- Copadichromis sp. "mloto reef" "Chilumba"[1],[4]
- Copadichromis sp. "mloto liuli"[4]
- Copadichromis sp. "mloto undu"[4]
- Copadichromis sp. "mloto" "Chitimba"[1],[2]
- Copadichromis sp. "midnight mloto"'[4] - voir Copadichromis melas[2]
- Copadichromis sp. "taiwan yellow"[4]
- Copadichromis sp. "three spot eastern"[4]
- Copadichromis sp. "tumbi two spot"[4]
- Copadichromis sp. "virginalis chitande" "Chilumba"[1],[2],[4]
- Copadichromis sp. "virginalis gold"[2],[4]
  - Copadichromis sp. "virginalis gold" "Kirondo"[1]
  - Copadichromis sp. "virginalis gold" "Liuli"[1]
  - Copadichromis sp. "virginalis gold" "Nkanda"[1]
- Copadichromis sp. "virginalis kajose" "Nkanda"[1],[2]
- Copadichromis sp. "verduyni blueface" - voir Copadichromis cyanocephalus[2],[4]
- Copadichromis sp. "verduyni dwarf"[4]
- Copadichromis sp. "yellow jumbo"[4]

### Note
Selon ITIS:
- Copadichromis atripinnis Stauffer & Sato, 2002
- Copadichromis azureus Konings, 1990
- Copadichromis boadzulu (Iles, 1960)
- Copadichromis borleyi (Iles, 1960)
- Copadichromis chrysonotus (Boulenger, 1908)
- Copadichromis conophoros Stauffer, LoVullo & McKaye, 1993
- Copadichromis cyaneus (Trewavas, 1935)
- Copadichromis cyclicos Stauffer, LoVullo & McKaye, 1993
- Copadichromis eucinostomus (Regan, 1922) - voir Mchenga eucinostomus[2]
- Copadichromis flavimanus (Iles, 1960) - voir Mchenga flavimanus[2]
- Copadichromis geertsi Konings, 1999
- Copadichromis ilesi Konings, 1999
- Copadichromis inornatus (Boulenger, 1908)
- Copadichromis jacksoni (Iles, 1960)
- Copadichromis likomae (Iles, 1960)
- Copadichromis mbenjii Konings, 1990
- Copadichromis mloto (Iles, 1960)
- Copadichromis nkatae (Iles, 1960)
- Copadichromis pleurostigma (Trewavas, 1935)
- Copadichromis pleurostigmoides (Iles, 1960)
- Copadichromis prostoma (Trewavas, 1935)
- Copadichromis quadrimaculatus (Regan, 1922)
- Copadichromis thinos Stauffer, LoVullo & McKaye, 1993 - voir Mchenga thinos[2]
- Copadichromis trewavasae Konings, 1999
- Copadichromis trimaculatus (Iles, 1960)
- Copadichromis verduyni Konings, 1990
- Copadichromis virginalis (Iles, 1960)